# Króle (województwo zachodniopomorskie)
Króle (niem. Kroll) – osada w Polsce, położona w województwie zachodniopomorskim, w powiecie drawskim, w gminie Wierzchowo.
W latach 1975–1998 miejscowość administracyjnie należała do województwa koszalińskiego. W roku 2007 miejscowość liczyła 8 mieszkańców. Osada wchodzi w skład sołectwa Sośnica.

## Geografia
Osada leży ok. 3 km na północny wschód od Sośnicy, ok. 400 m na południe od linii kolejowej nr 416.